# Sambirejo (Gabus)
Sambirejo is een bestuurslaag in het regentschap Pati van de provincie Midden-Java, Indonesië. Sambirejo telt 1846 inwoners (volkstelling 2010).